# 서혜원
서혜원(1993년 11월 22일~)은 대한민국의 여자 배우이자 연극배우 및 뮤지컬배우이다.
용인대학교 연극학과를 졸업하였다.

## 드라마
- 2025년 SBS 《사계의 봄》 - 배규리 역
- 2025년 SBS 《나의 완벽한 비서》 - 오경화 역
- 2024년 tvN 《선재 업고 튀어》 - 이현주 역
- 2024년 JTBC 《끝내주는 해결사》 - 강봄 역
- 2022년 tvN 《환혼 빛과 그림자》 - 소이 역
- 2022년 MBC 《일당백집사》 - 유소라 역
- 2022년 ENA 《이상한 변호사 우영우》 - 최다혜 역
- 2022년 tvN 《환혼》 - 소이 역
- 2022년 KBS2 《붉은 단심》 - 향이 역
- 2022년 SBS 《사내 맞선》 - 조유정 역
- 2022년 SBS 《너의 밤이 되어줄게》 - 정바른 역
- 2021년 tvN 《지리산》 - 홍영미 역
- 2021년 JTBC 《알고있지만,》 - 장세영 역
- 2021년 kakao tv 《이 구역의 미친X》
- 2020년 tvN 《여신강림》 - 박지희 역
- 2020년 OCN 《번외수사》
- 2019년 MBC 《웰컴2라이프》
- 2019년 playlist 《한입만 시즌 2》 - 임수지 역
- 2018년 playlist 《한입만》 - 임수지 역

## 연극 & 뮤지컬
- 2016년 6월 23일 ~ 9월 15일 - 발칙한 로맨스 - 부산
- 2016년 10월 1일 ~ 11월 19일 - 택시드리벌
- 2017년 2월 9일 ~ 3월 12일 - 밑바닥에서
- 2020년 3월 26일 ~ 4월 5일 - 밑바닥에서
- 2020년 4월 11일 ~ 4월 26일 - 밑바닥에서
- 2020년 12월 5일 ~ 3월 21일 - 비프